# Рогнідинська вулиця (Київ)
Рогні́динська вулиця — вулиця в Печерському районі міста Києва, місцевість Бессарабка. Пролягає від Великої Васильківської до Еспланадної вулиці. Прилучається вулиця Шота Руставелі.

## Історія
Вулиця виникла у 1850-х роках відповідно до першого генерального плану Києва 1837 року. Первісна назва — Бульйонська вулиця. Назва на честь Рогніди (Рогнеди), дружини великого князя київського Володимира Святославича — з 1869 року. У 2-й половині XIX століття згадується також як Маловасильківський провулок. З 1938 року — вулиця 12 Грудня, на честь дати перших виборів у Верховну Раду СРСР. Сучасну історичну назву вулиці відновлено у 1944 році.

## Пам'ятки історії та архітектури
- № 1 — колишній будинок князя Мещерського, нині житловий будинок, 2-га пол. XIX ст.
- № 2 — житловий будинок, 1910—1911 роки.
- № 2 — житловий флігель, поч. XX ст.

## Пам'ятники та меморіальні дошки

Пам'ятник Шолому Алейхему на Рогнідинській вулиці

- № 1 — меморіальна дошка Київському літературно-артистичному товариству. Літературно-артистичне товариство існувало в будинку впродовж 1896—1901 років. Першим головою правління був архітектор Володимир Ніколаєв. Членами правління були Микола Лисенко, Олена Пчілка, Михайло Старицький, Микола Василенко, Орест Левицький, Іван Стешенко. Серед членів — Леся Українка.
- № 3 — меморіальна дошка Гелію Снєгірьову (1927—1978), українському письменнику-правозахиснику. Відкрито у 2001 році, скульптор О. А. Михайлицький, архітектор П. Г. Снєгірьов.
- № 3 — пам'ятник Шолом-Алейхему (1857—1916). Відкритий у 1997 році, скульптор В. Медвєдєв, архітектор Ю. Лосицький.

## Установи та заклади
- Державна інспекція з контролю за цінами в м. Києві (буд. № 4)
- Київський міський будинок природи (буд. № 3)
- Кінологічна спілка України (буд. № 3)